# Валуево (Московская область)
Валуево — деревня в Можайском районе Московской области в составе сельского поселения Бородинское. Численность постоянного населения по Всероссийской переписи 2010 года — 29 человек. До 2006 года Валуево входило в состав Бородинского сельского округа.
Деревня расположена в западной части района, примерно в 14 км к западу от Можайска, на западном краю Бородинского поля, высота центра над уровнем моря 219 м. Ближайшие населённые пункты — Фомкино на юге и посёлок Учхоза «Александрово» на юго-западе.
В деревне Валуево родился Михаил Алексеевич Гвоздев (1886—1961) — русский революционер, советский партийный деятель и государственный деятель.